# Bourse des valeurs de Casablanca
Pour les articles homonymes, voir BVC.
La Bourse de Casablanca (en arabe بورصة الدار البيضاء) est le marché officiel des actions au Maroc. Créée le 7 novembre 1929 sous le nom d’Office de compensation des valeurs mobilières, la Bourse de Casablanca a connu trois réformes successives : la première en 1967, la deuxième en 1986 et la troisième en 1993. 
Au début du XXIe siècle, la Bourse de Casablanca est la première bourse du Maghreb et d'Afrique de l'Ouest et la deuxième bourse en Afrique en matière de capitalisation (113 milliards de dollars,).
Elle compte 76 sociétés et 17 sociétés de bourse.
La Bourse de Casablanca est une entreprise privée. Son capital appartient principalement aux Banques Marocaines et à la Caisse de Dépôt et de Gestion.

## Histoire de la Bourse de Casablanca
Depuis sa création en 1929, la Bourse de Casablanca a subi plusieurs réformes au cours de son existence tant sur le plan juridique que technique pour en arriver à ce qu'elle est aujourd'hui. La Bourse de Casablanca s'est adaptée à l'évolution du monde des marchés et progresse peu à peu.
Ainsi, la Bourse de Casablanca s'est mise aux nouvelles technologies et les cotations ne se font plus à la « criée » mais de façon électronique. 
Ce nouveau système a débuté en 1997. Au départ, seulement quatre valeurs sont utilisées à titre de test. Ce dernier ayant été concluant, il est suivi par la migration de tous les titres vers ce type de fonctionnement en juin 1998. Début 2008, la Bourse de Casablanca est passé au système de cotation NSC V900, le même système utilisé par Euronext.
En 2008, la Bourse de Casablanca devient la 2e plus importante place financière du continent africain après celle de Johannesburg et devant Le Caire. Le volume quotidien moyen des transactions dépasse les 100 millions d'euros et la capitalisation s'élève à la mi-juillet 2008 à plus de 67 milliards d'euros.
Les volumes échangés atteignent, en 2014, environ 10 millions d'euros quotidiennement.  

## Gestion

### Statut et actionnariat
La Bourse de Casablanca n'est pas exactement une institution publique.
Elle a le statut de Société Anonyme avec Conseil d'Administration.
Parmi ses actionnaires, on compte notamment :
- Les grandes Banques Marocaines ;
- La Caisse de Dépôt et de Gestion (CDG) ;
- Les Sociétés de Bourse ;
- Les Compagnies d'Assurance ;
- Casablanca Finance City Authority.

Cependant, et compte tenu du risque de conflits d'intérêts, son fonctionnement est encadré. 
La Bourse est dirigée par un directeur, nommé par le Conseil d’Administration.
Le 31 décembre 2021, le conseil d'administration de la Bourse de Casablanca se compose ainsi  : 
| Conseil d'administration de la Bourse de Casablanca | Conseil d'administration de la Bourse de Casablanca | Conseil d'administration de la Bourse de Casablanca                                                                                          |
| Nom                                                 | Statut                                              | Qui est ce ? |
| --------------------------------------------------- | --------------------------------------------------- | --- |
| M. Brahim BENJELLOUN TOUIMI                         | Président                                           | Représentant de BMCE Bank of Africa |
| M. Younes BENJELLOUN                                | Administrateur                                      | Représentant de CFG Bank Directeur de CFG Bank                                                                                               |
| M. Mohamed Hassan BENSALAH                          | Administrateur                                      | Représentant de Sanad Assurance Dirigeant du Holmarcom Group                                                                                 |
| M. Youssef ROUISSI                                  | Administrateur                                      | Représentant de Attijariwafa Bank |
| M. Amine EL JIRARI                                  | Administrateur                                      | Représentant de Atlas Capital Bourse |
| M. Jaouad HAMRI                                     | Administrateur                                      | Représentant de la BMCI Président du Conseil de surveillance de la BMCI                                                                      |
| M. Mustapha LAHBOUBI                                | Administrateur                                      | Représentant de la CDG Directeur du Pôle Stratégie et Développement                                                                          |
| M. Hamid TAWFIKI                                    | Administrateur                                      | Représentant de CDG Capital |
| M. Mohammed RACHID                                  | Administrateur                                      | Représentant de Casablanca Finance City Authority Directeur Adjoint chargé des relations institutionnelles et des organismes internationaux. |
| M Pierre FLEURIOT                                   | Administrateur indépendant                          | Membre du Conseil d'Administration de Renault                                                                                                |
| Nadia FASSI FEHRI                                   | Administrateur indépendant                          | Ancienne directrice de Inwi. |

## Statistiques et indices

### Le MASI
Le principal indicateur de la Bourse de Casablanca est le Moroccan All Shares Index ou MASI .  
Le MASI a été lancé en 2002.  Il est composé de toutes les valeurs cotées et se mesure en points et pourcentage. 
Cet indice a remplacé l'ancien indice IGB qui était une simple moyenne arithmétique ne prenant pas en compte les pondérations ou les poids des capitalisations des entreprises dans la capitalisation globale.

### Capitalisation
En décembre 2021, la Capitalisation des entreprises marocaines en Bourse atteint 691 milliards de dirhams.  
La bourse de Casablanca est largement dominée par le secteur des banques (32,6%) et des télécoms (17,7%)

### D'autres indices boursiers
La Bourse de Casablanca agrège et publie également un certain nombre d'indices boursiers et plus particulièrement:
- MSI 20
- MASI
- CFG 25
- FTSE CSE Morocco 15 Index
- FTSE CSE Morocco All-Liquid
- Casablanca ESG 10

## Anciens dirigeants
| #  | Président                | Durée du Mandat                | Directeur général                        | Mandat                                                     |
| -- | ------------------------ | ------------------------------ | ---------------------------------------- | ---------------------------------------------------------- |
| 1  | Amyn Alami               | 1995-1998                      |                                          |                                                            |
| 2  | Zouheir Bensaid          |                                | Fathia                                   |                                                            |
| 3  | Rachid Ouali Alami       |                                |                                          |                                                            |
| 4  | Rachid Tlemcani          |                                |                                          |                                                            |
| 5  |                          |                                | Driss Bencheikh                          | 2001 - 2004                                                |
| 5  | Said Ahmidouch           | 13 mai 2005                    |                                          |                                                            |
| 6  | Amine Benabdeslam        | (2005 - 27 juillet 2007)       |                                          |                                                            |
| 7  | Fathallah Berrada        | (18 février 2008 - 2008)       | Hynd Bouhia                              | 2008 Membre du Directoire                                  |
| 8  | Aomar Yidar              |                                | Hicham Elalamy (DGA du CDVM) Karim Hajji | (intérim du 12 novembre 2008-12 mars 2009) (12 mars 2009-) |
| 9  | Hamid Tawfiki            |                                |                                          | (17 juin 2016-17 juin 2020)                                |
| 10 | Kamal Mokdad             | (18 juin 2020-14 octobre 2024) | Tarik Senhaji                            | (17 avril 2020-actuel)                                     |
| 11 | Brahim Benjelloun Touimi | (14 octobre 2024-actuel)       | Tarik Senhaji                            | (17 avril 2020-actuel)                                     |